# Mesobius antipodum
Mesobius antipodum är en fiskart som beskrevs av Hubbs och Iwamoto, 1977. Mesobius antipodum ingår i släktet Mesobius och familjen skolästfiskar. Inga underarter finns listade i Catalogue of Life.